# Социалдемократически съюз на Македония
Социалдемократическият съюз на Македония (СДСМ) (на македонска литературна норма: Социјалдемократски сојуз на Македонија, на албански: Lidhja socialdemokrate e Maqedonisë, LSDM) е една от най-големите политически партии в Северна Македония. Тя е наследник на Съюзът на комунистите на Македония.

## История
СДСМ е създадена на 20 април 1991 г. на Единадесетия конгрес на Съюзът на комунистите на Македония, когато въз основа на инициативата на Председателството на Централния комитет от 14 февруари 1991 г. и предложението на ЦК от 23 февруари същата година се взима решение за преименуването на Съюз на комунистите на Македония в Социалдемократически съюз на Македония. От създаването си до 2004 г. председател на партията е Бранко Цървенковски, след което е избран за президент на Северна Македония. Оттогава начело на СДСМ застават последователно Владо Бучковски, Радмила Шекеринска, Зоран Заев, който напуска този пост в полза на Бранко Цървенковски през пролетта на 2009 г., когато изтича мандата му като президент на страната. От 2 юни 2013 г. председател на партията отново е Зоран Заев. Други по-важни членове са Никола Поповски, Илинка Митрева, Никола Кюркчиев и други. СДСМ е пълноправен член на Социалистическия интернационал и е асоцииран член на Партията на европейските социалисти.
Партията губи изборите през 1998 г., но на законодателните избори, 15 септември 2002 г., партията се превръща в най-силната партия, печелейки 60 от 120 места в парламента на Македония като основна партия на алианса Заедно за Македония, воден от СДСМ и Либералнодемократическа партия. Заедно за Македония управляват в коалиция с Демократичния съюз за интеграция.
Дългогодишен бивш лидер на партията е Бранко Цървенковски, който е министър-председател на Македония от 1992 до 1998 г. и от 2002 до 2004 г. След това Цървенковски е избран от Социалдемократическата партия за президент на Македония на пост, който заемаше до май 2009 г. Председателството е поверено на Владо Бучковски, лидер на партията и министър-председател до парламентарните избори през 2006 г. СДСМ е член на Прогресивния алианс и асоцииран филиал на Партията на европейските социалисти (ПЕС). На 30 ноември 2005 г. един от най-видните членове на СДСМ Тито Петковски, който се кандидатира за президент през 1999 г. и заема второ място, напуска партията, за да създаде Нова социалдемократическа партия . Това е второто голямо разцепление от СДСМ, като първото е отцепването през 1993 г. на Петър Гошев, създател на Демократическата партия.
На проведените през 2008 г. парламентарни избори в Северна Македония коалицията Слънце (от която СДСМ е водеща партия) е победена, като получи 27 от 120 места. На последните местни избори от 2009 г. социалдемократите побеждават в 8 от общо 84 общини в страната. Социалдемократическият съюз на Македония е втората по големина политическа партия и основната опозиционна партия в страната. През май 2009 г., след приключване на 5-годишния мандат на президент на Република Македония, Бранко Цървенковски се завръща в СДСМ и е преизбран за лидер на партията. Той реорганизира партията дълбоко, но подаде оставка след поражението на партията на местните избори през 2013 г. През юни 2013 г. за нов лидер е избран Зоран Заев.
Партията е победена на общите избори през 2014 г. от ВМРО-ДПМНЕ, но резултатите не са признати и опозиционните партии бойкотират парламента. От февруари до май 2015 г. Заев пуска подслушван материал, в който се твърди, че премиерът Никола Груевски е шпионирал незаконно над 20 000 граждани. През май 2015 г. в Скопие започват големи протести, включително членове на СДСМ. Големи тълпи се събират на протест на 17 май, настоявайки за оставка от Груевски, който отказва да се оттегли и организира проправителствен митинг на следващия ден. Броят на протестиращите се оценява на над 40 000. Заев заявява, че броят на протестиращите е достигнал 100 000 и че някои от тях ще останат там, докато Груевски не подаде оставка. Дипломати от Европейския съюз предложиха да посредничат за разрешаване на кризата. Политическата криза е решена със споразумението от Пржино от юли 2015 г., което задължава преходно правителство със СДСМ от ноември 2015 г., оставка от Груевски през януари 2016 г. и предсрочни парламентарни избори на 11 декември 2016 г. На изборите на 11 декември 2016 г. партията печели почти 440 000 и 49 депутати, което е вторият най-добър резултат в историята на СДСМ след резултата от 2002 г. През февруари 2017 г. Заев започва преговори с младши партньори за формиране на мнозинство в парламента. Съставя правителство на 31 май 2017 г. и през следващите седем години до 2024 г. СДСМ е основната управляваща партия.
Преди парламентарните избори през 2020 г. партията се ребрандира, като променя логото си, за да бъде подобно на други европейски социалдемократически партии, и променя основния си цвят на червен.
През есента на 2021 г. партията губи местните избори, поради което Зоран Заев подава оставка, а на негово място на 12 декември 2021 г. за председател е избран Димитър Ковачевски, който в началото на следващата 2022 г. поема и премиерския пост.
След загубата на изборите през 2024 г. Димитър Ковачевски подава оставка и на общи вътрешнопартийни избори на 30 юни 2024 г. за нов председател е избран Венко Филипче.

### Партийни лидери
- Бранко Цървенковски (1991 – 2004)
- Владо Бучковски (2004 – 2006)
- Радмила Шекеринска (2006 – 2008)
- Зоран Заев (2008 – 2009)
- Бранко Цървенковски (2009 – 2013)
- Зоран Заев (2013 – 2021)
- Димитър Ковачевски (2021 – 2024 )[3]
- Венко Филипче (2024 – )